# Rapten a esa mujer
Rapten a esa mujer, cuyo título alternativo era Intriga en Lima es una película coproducción de Argentina y Perú en blanco y negro  dirigida por Guillermo Fernández Jurado según su propio guion escrito en colaboración con Graciela Dufau, Carlos Orgambide y Paulina Fernández Jurado que, producida entre 1965 y 1967 nunca fue terminada. Sus principales protagonistas eran Graciela Dufau, Jorge Montoro, Vicente Buono y Joe Danova.

## Reparto
- Graciela Dufau
- Jorge Montoro
- Vicente Buono
- Joe Danova